# ワシントン靴店 (富山県)
株式会社ワシントン靴店（ワシントンくつてん）は、「Parade」（パレード）の店舗名称で靴を中心とする量販店を運営する小売業者。本社は富山県富山市婦中町青島401、東京本部は東京都立川市錦町一丁目1番23号に、それぞれ置いている。

## 概要
1938年（昭和13年）に現在の東京都千代田区神田神保町にて靴店を創業。太平洋戦争末期の1945年（昭和20年）に現在の富山県黒部市へ移り、1954年（昭和29年）6月1日に法人化された。かつては屋号も『ワシントン靴店』『靴のベル』と名乗っていたが、2014年（平成26年）より、店名も順次『Parade』に改められた。
2013年（平成25年）には生産技術の旧工場に配送センターが稼働開始している。
2020年（令和2年）2月21日、関東地方を中心に靴店を展開するタケヤから実店舗62店舗、オンラインストア5店舗を譲受した。
2022年（令和4年）9月4日、富山市総曲輪の「パレード総曲輪店」が閉店。これに伴い、本社を同市婦中町青島の本部事務所に移転した。
2023年2月24日時点で、実店舗を富山県、新潟県、石川県、長野県、埼玉県、東京都、神奈川県、大阪府にて計41店舗、ECサイトを計11店舗出店している。